# Nicole Ojukwu
Nicole Ifeyinwa „Ify“ Ojukwu (* 28. November 2005 in Wien) ist eine österreichische Fußballspielerin. Seit dem 1. Juli 2024 ist sie Vertragsspielerin des SC Freiburg.

## Karriere

### Vereine
Ojukwu begann im Alter von fünf Jahren in ihrem Geburtsort bei der SV Donau Wien mit dem Fußballspielen. Im weiteren Verlauf ihrer Jugend kam sie auch für den Floridsdorfer AC und den First Vienna FC zum Einsatz und gehörte in der Saison 2020/21 der ÖFB-Frauen-Akademie an. Während dieser Zeit gehörte sie vom 1. Jänner bis zum 12. Juli 2021 der in der 2. Bundesliga vertretenen ersten Mannschaft des First Vienna FC an. Ihr erstes von sechs Saisonspielen bestritt sie am 1. Mai 2021 (10. Spieltag) beim 5:0-Sieg im Heimspiel gegen den FC Altera Porta mit Einwechslung für Laura Wurzer in der 75. Minute. Nach der Saison weilte sie eine Saison lang in der ÖFB-Frauen-Akademie.
In der Saison 2022/23 kehrte sie zum First Vienna FC zurück und bestritt für den ein Jahr zuvor in die Bundesliga aufgestiegenen Verein 16 von 18 Punktspielen. Ihr Debüt in der höchsten Spielklasse gab sie am 10. September 2022 (2. Spieltag) beim 2:0-Sieg im Auswärtsspiel gegen den SKV Altenmarkt und ihr erstes von zwei Saisontoren erzielte sie am 24. März 2023 (11. Spieltag) beim 10:0-Sieg im Heimspiel gegen den zuvor genannten Verein mit dem Treffer zum 3:0 in der 39. Minute. In der Folgesaison bestritt sie alle 18 Saisonspiele, in denen ihr zwei weitere Tore gelangen.
Am 28. Mai 2024 wurde ihre Verpflichtung zur Saison 2024/25 auf der Website des Bundesligisten SC Freiburg öffentlich.

### Nationalmannschaft
Ihr Debüt als Nationalspielerin erfolgte in der U17-Nationalmannschaft, die am 8. Oktober 2020 das in Freundschaft ausgetragene Länderspiel gegen die Schweizer U17-Nationalmannschaft auf dem Sportplatz Tägeren mit 1:2 verlor. Ihr erstes Länderspieltor erzielte sie am 5. September 2021 in Schrems beim 7:2-Sieg im Freundschaftsspiel gegen die U17-Nationalmannschaft Tschechiens mit dem Treffer zum 6:2 in der 80. Minute. Im weiteren Verlauf wurde sie innerhalb von zwei Jahren in 26 Länderspielen für die U19-Nationalmannschaft eingesetzt; dabei erzielte sie elf Tore. Seit dem 23. November 2023 spielt sie für die U20-Nationalmannschaft.
Ojukwu nahm 2024 mit der U20-Nationalmannschaft an der WM in Kolumbien teil, sie erreichte mit ihrem Team das Achtelfinale. Von Teamchefin Irene Fuhrmann wurde sie im Oktober 2024 in das österreichische Frauen-A-Team für die beiden Play-Off-Spiele in der Qualifikation für die Europameisterschaft 2025 gegen Slowenien berufen.

## Erfolge
- Zweiter Österreichische Meisterschaft 2024

## Persönliches
Ihr Bruder Emmanuel (* 2004) ist ebenfalls Fußballspieler.